# Ivan Koval-Samborsky
Pour les articles homonymes, voir Koval.
Ivan Koval-Samborsky , né le 16 septembre 1893 à Kharkiv (Empire russe) et mort le 10 janvier 1962, est un acteur de théâtre et de cinéma soviétique et ukrainien.

## Biographie
Après s'être établi dans l'industrie cinématographique soviétique dans les années 1920, il part brièvement travailler en Allemagne à la fin des années 1920 avant de retourner en Russie à la suite de l'arrivée du parlant.
En 1938, il est arrêté par les autorités soviétiques, ce qui a induit que son dernier film, l'anti-nazi Soldiers of the Swamp, a été retourné pour minimiser son rôle. Il n'est réapparu dans un film qu'en 1957.

## Filmographie (sélection)
- 1925 : La Fièvre des échecs
- 1925 : His Call
- 1926 : La Mère
- 1927 : Garçon de restaurant
- 1927 : Le Quarante et unième
- 1928 : The Prince of Rogues
- 1928 : Mary Lou
- 1928 : Love in the Cowshed
- 1928 : Terre prisonnière
- 1928 : Knights of the Night
- 1928 : Mariett Dances Today
- 1928 : When the Guard Marches
- 1929 : Cagliostro
- 1929 : Mon cœur est un jazz band
- 1929 : La Mélodie du monde (Melodie der Welt) de Walter Ruttmann : le matelot
- 1929 : Mascots
- 1930 : Alraune
- 1930 : Bookkeeper Kremke
- 1930 : Busy Girls
- 1931 : Die große Attraktion de Max Reichmann
- 1932 : Transit Camp
- 1935 : Les Aviateurs (Лётчики, Lyotchiki) de Youli Raizman : Sergueï Beliaev
- 1936 : Once in the Summer
- 1957 : L'Orage de Mikhail Dubson